# Niederrœdern
Niederrœdern est une commune française située dans la circonscription administrative du Bas-Rhin et, depuis le 1er janvier 2021, dans le territoire de la Collectivité européenne d'Alsace, en région Grand Est.
Cette commune se trouve dans la région historique et culturelle d'Alsace.
Ses habitants sont les Niederrœdernois et les Niederrœdernoises.

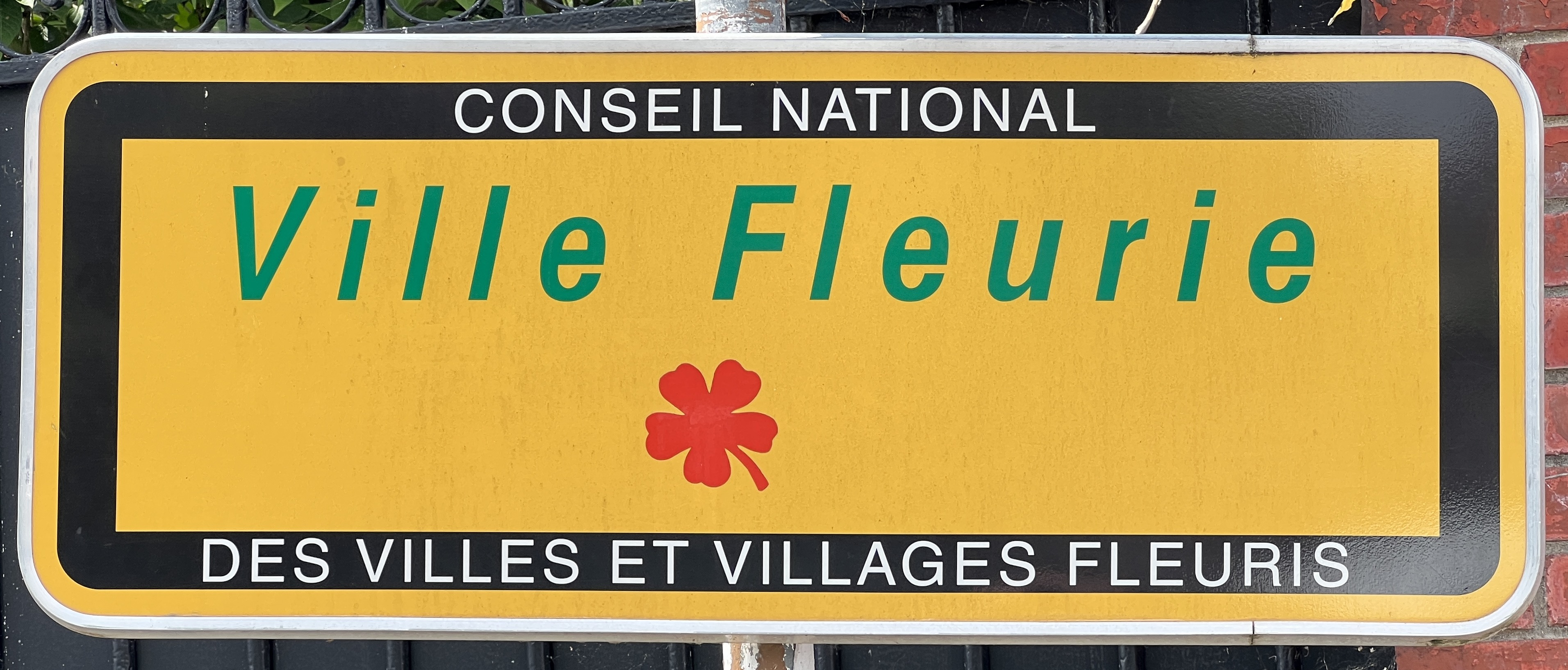
La récompense "Ville Fleurie", également connue sous le nom de "Villes et Villages fleuris, anciennement appelée concours, a été créée en 1959 en France pour promouvoir le fleurissement, l'environnement de vie et les espaces verts.

## Géographie
Niederrœdern est un village de 937 habitants du 1er janvier 2014 situé en Alsace du Nord dans le département du Bas-Rhin, dans le canton de Seltz et dans l'arrondissement de Wissembourg. La commune s'étend sur 6,9 km2.
Entouré par les communes de Eberbach-Seltz, Schaffhouse-près-Seltz et Crœttwiller, Niederrœdern est situé à 13 km au nord-ouest de Rastatt, la plus grande ville allemande à proximité.
Située à 127 mètres d'altitude, le Seltzbach, le Warschbach, l'Eberbach sont les principaux cours d'eau qui traversent la commune de Niederrœdern.
La commune est proche du parc naturel régional des Vosges du Nord (à environ 9 km).
Toponymie : Níderreddere en francique méridional. Niederrödern en allemand.
| Croettwiller |              | Eberbach-Seltz         |
| Buhl         | Nisderrœfern | Schaffhouse-près-Seltz |
| Hatten       | Kesseldorf   | Seltz                  |

### Hydrographie
La commune est dans le bassin versant du Rhin au sein du bassin Rhin-Meuse. Elle est drainée par le ruisseau le Seltzbach, le ruisseau de Hatten, le ruisseau le Warsbach et le ruisseau l'Eberbach,.
Le Seltzbach, d'une longueur de 33 km, prend sa source dans la commune de Gœrsdorf et se jette  dans la Sauer à Seltz, après avoir traversé 14 communes. Les caractéristiques hydrologiques du Seltzbach sont données par la station hydrologique située sur la commune. Le débit moyen mensuel est de 1,59 m3/s. Le débit moyen journalier maximum est de 80,5 m3/s, atteint lors de la crue du 12 mai 1970. Le débit instantané maximal est quant à lui de 102 m3/s, atteint le 1er mai 1970.

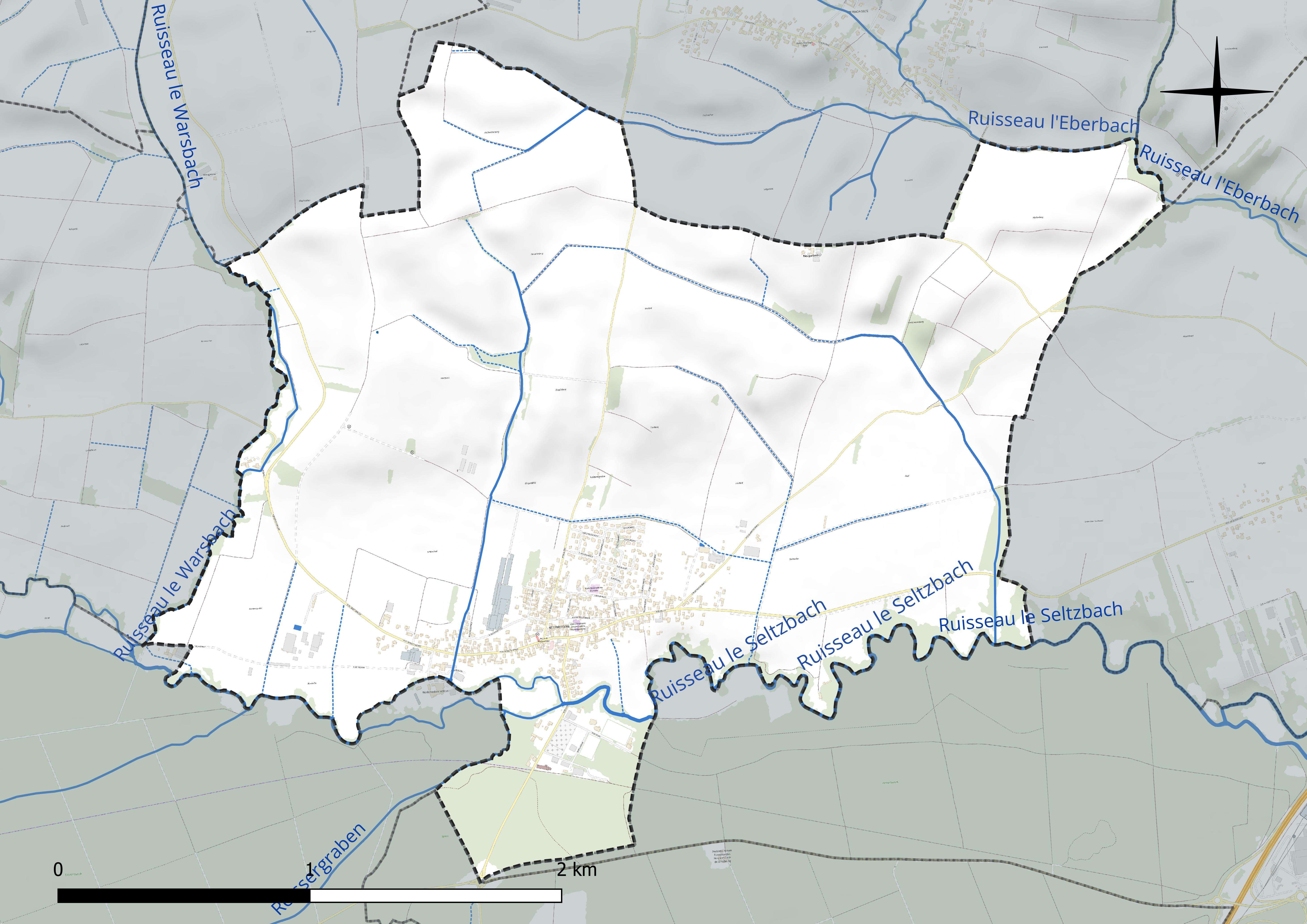
Réseau hydrographique de Niederroedern.

### Climat
Pour des articles plus généraux, voir Climat du Grand Est et Climat du Bas-Rhin.
En 2010, le climat de la commune est de type climat des marges montargnardes, selon une étude du Centre national de la recherche scientifique s'appuyant sur une série de données couvrant la période 1971-2000. En 2020, Météo-France publie une typologie des climats de la France métropolitaine dans laquelle la commune est exposée à un climat semi-continental et est dans la région climatique  Alsace, caractérisée par une pluviométrie faible, particulièrement en automne et en hiver, un été chaud et bien ensoleillé, une humidité de l’air basse au printemps et en été, des vents faibles et des brouillards fréquents en automne (25 à 30 jours). 
Pour la période 1971-2000, la température annuelle moyenne est de 10,6 °C, avec une amplitude thermique annuelle de 17,7 °C. Le cumul annuel moyen de précipitations est de 903 mm, avec 11,1 jours de précipitations en janvier et 9,9 jours en juillet. Pour la période 1991-2020, la température moyenne annuelle observée sur la station météorologique de Météo-France la plus proche, « Scheibenhard », sur la commune de Scheibenhard à 10 km à vol d'oiseau, est de 11,8 °C et le cumul annuel moyen de précipitations est de 739,0 mm. 
La température maximale relevée sur cette station est de 38,8 °C, atteinte le 7 août 2015 ; la température minimale est de −15,2 °C, atteinte le 11 janvier 2009,,. 
Les paramètres climatiques de la commune ont été estimés pour le milieu du siècle (2041-2070) selon différents scénarios d'émission de gaz à effet de serre à partir des nouvelles projections climatiques de référence DRIAS-2020. Ils sont consultables sur un site dédié publié par Météo-France en novembre 2022.

## Urbanisme

### Typologie
Au 1er janvier 2024, Niederrœdern est catégorisée commune rurale à habitat dispersé, selon la nouvelle grille communale de densité à sept niveaux définie par l'Insee en 2022.
Elle est située hors unité urbaine et hors attraction des villes,.

### Occupation des sols

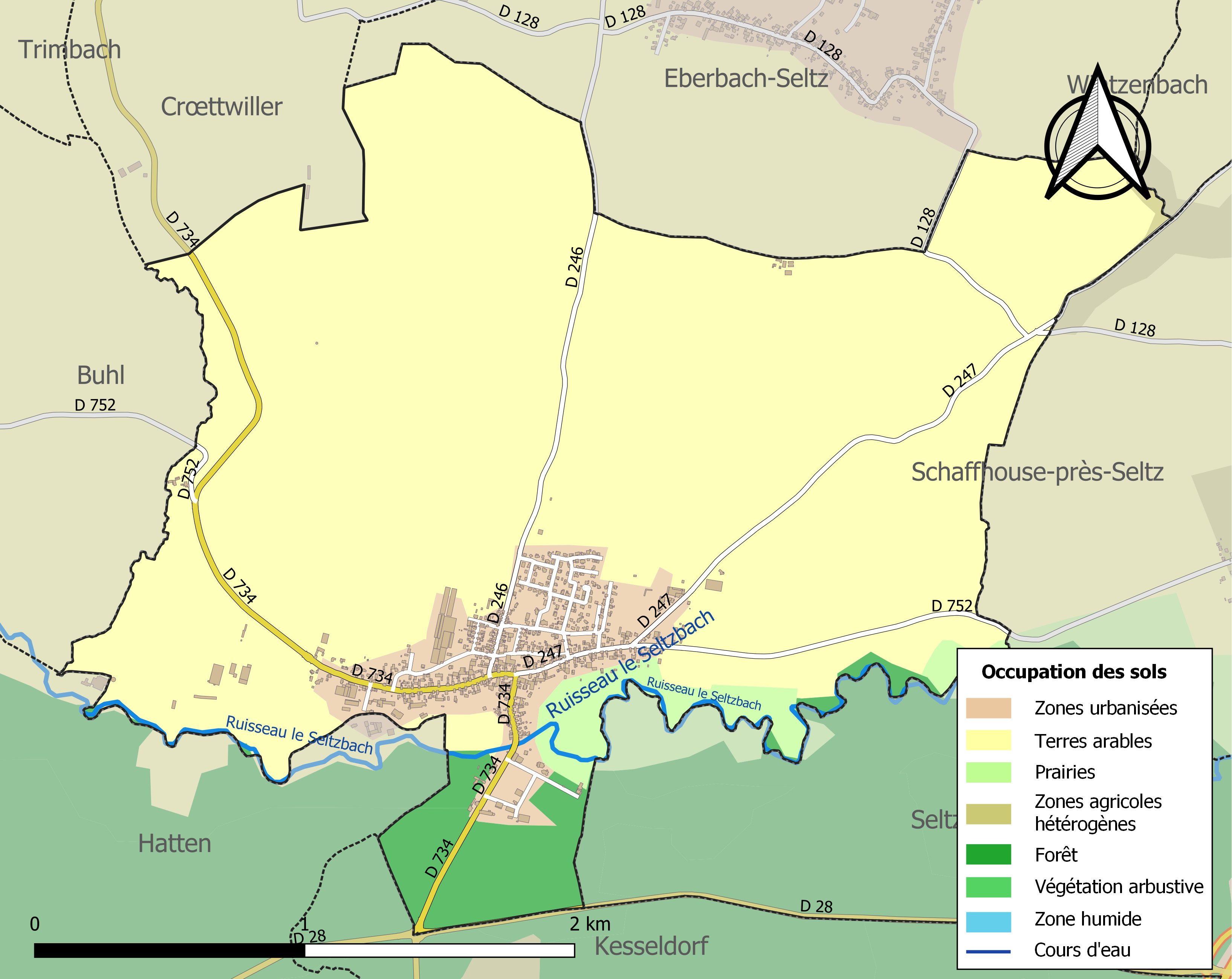
Carte des infrastructures et de l'occupation des sols de la commune en 2018 (CLC).

L'occupation des sols de la commune, telle qu'elle ressort de la base de données européenne d’occupation biophysique des sols Corine Land Cover (CLC), est marquée par l'importance des territoires agricoles (86,6 % en 2018), en diminution par rapport à 1990 (88,6 %). La répartition détaillée en 2018 est la suivante :  terres arables (82,8 %), zones urbanisées (8 %), forêts (5,3 %), prairies (3,7 %), zones agricoles hétérogènes (0,2 %).
L'IGN met par ailleurs à disposition un outil en ligne permettant de comparer l’évolution dans le temps de l’occupation des sols de la commune (ou de territoires à des échelles différentes). Plusieurs époques sont accessibles sous forme de cartes ou photos aériennes : la carte de Cassini (XVIIIe siècle), la carte d'état-major (1820-1866) et la période actuelle (1950 à aujourd'hui).

## Histoire

### Origine
Le nom Rotheren apparaît en 1084 à l'occasion de la collecte de la dîme. À cette époque, les treize villages de l'Adelheids Eigen (biens fonciers de l'abbaye Sainte-Adélaïde) n'ont qu'un seul seigneur, l'abbé, qu'une seule église, celle de Seltz et qu'un seul avoué, le margrave de Bade.

### L'Antiquité
Dans les temps reculés, l’âge du fer et du bronze, des Celtes vivaient et mouraient sur les rives du Seltzbach. Les preuves en ont été apportées par les innombrables tumulus dans la forêt proche. Des trouvailles faites lors de fouilles sur ces sites témoignent que des hommes vivaient ici pendant la période romaine.
En 1820, lors de fouilles sur un terrain de Philippe Drion, un sarcophage romain a été mis au jour. Différentes urnes et poteries ont également été mises au jour lors de travaux. Dans les siècles suivant l’occupation romaine on a relevé de nombreuses invasions de peuples étrangers qui chassaient les habitants. Le résultat en a été l’appauvrissement du pays.

### Le Moyen Âge
Lorsque Adélaïde, l'épouse de l’empereur Othon Ier, appelé le Grand, lui offrit la région autour de Seltz, le pays était à l'abandon et recouvert de broussailles. Pour rendre la terre à nouveau fertile, Adélaïde a offert gratuitement des fermes et des maisons à des occupants qui se sont engagés à labourer la terre. Ce territoire s'appelait « Adelheids Eigen ». En 993, l'impératrice Adélaïde fonde l'abbaye de Seltz et probablement le village.
Vraisemblablement, le nom Roedern (défricher), vient de là. Les fondations du village actuel, qui se trouve 128 m d'altitude, ont été faites en l’an 980.
Un siècle plus tard, le village Rotheren a été nommé pour la première fois dans un document du pape Clément III. Après 1371, il porte la dénomination de Rüdern. En 1442, le nom du village est encore une fois changé et devient Niederrüddere.
Au XIIIe siècle, les barons de Fleckenstein obtinrent la possession de la terre dans cette région. En 1255, Rudiger von Rudern construit le premier château des Fleckenstein avec fossé, pont-levis et huit tours.

### La Renaissance
Pendant la Révolte des paysans, en 1525, les rebelles firent de gros dégâts au château. Après la défaite de la rébellion, les paysans durent payer pour les dégâts causés. À partir de 1543, Hans von Fleckenstein introduisit la Réforme d’après le principe « un Régent, une religion ». À partir de ce moment-là, seule la Nouvelle Parole fut autorisée dans l’église érigée sur le Hagel, non loin du château.

### Le Grand Siècle
Pendant la guerre de Trente Ans, de 1618 à 1648, le village fut détruit, les villageois tués ou chassés. Pourtant Niederrœdern renaît de ses ruines et devient la ville principale de la région Roedern. Lentement, le village reprit de l’importance et en 1675 il comptait à nouveau 27 familles.
Le 23 mars 1680, Louis XIV annexa la baronnie Rödern, qui était jusque-là sous protection de l’Empire allemand.

### LeXVIIIesiècle
Le dernier baron de Fleckenstein décéda en 1720, appauvri et ruiné. Son banquier, Caspar von Hatzel obtint le château et tous ses biens. La souveraineté sur les villages lui appartenant fut donnée au prince de Rohan-Soubise, un cousin de Louis XIV.
En 1732, un nouveau château fut érigé par Von Hatzel, château totalement détruit par la guerre en 1940. En 1752, Frédérique Brion vit le jour dans le presbytère, elle fut l’amour de jeunesse de Goethe. Dans la même année fut construite la Wacht.
L’ancienne église tombait en ruine et dut être détruite. La municipalité se décida à construire une nouvelle église entre 1760 et 1765, en plein milieu du village. Le presbytère catholique fut construit en 1785. La plupart des maisons à colombages qui ornent le village datent également de ces années-là.
Pendant les années de la Révolution française, peur et frayeur régnaient dans le village. Le témoin de l’époque, le pasteur Lix a écrit : « les autels, les tableaux, les tissus et les ustensiles des deux religions furent brisés et brûlés. Des tensions régnaient dans les familles, des amis dénoncèrent des amis ».

### LeXIXesiècle
Sous le règne de Napoléon Ier, de nombreux fils du village le suivent dans des batailles sanglantes où la plupart d’entre eux trouvent la mort.
Dans la première moitié du XIXe siècle, la population du village connait un fort regain de croissance. En 1829, Niederrœdern compte 1 390 habitants, record absolu dans l’histoire du village. Le cimetière est érigé en 1822. La forte augmentation des enfants en âge scolaire induit en 1836 la construction d’une nouvelle école avec deux classes.
La communauté juive, qui en 1849 comptait 311 âmes, dont 73 enfants, obtint en 1860 une nouvelle école avec un poste d’instituteur juif, en 1870 une synagogue et en 1877 son propre cimetière.
En 1893, la ligne de chemin de fer Seltz - Walbourg est inaugurée avec une gare sise à Niederrœdern. Dans le dernier quart du XIXe siècle, en raison de l’émigration vers la ville et à l’étranger, ainsi que de la forte mortalité infantile, le nombre d'habitants de Niederrœdern diminue considérablement.

### LeXXesiècle
Le XXe siècle débute avec le raccordement de la poste au réseau téléphonique, en 1901 lorsque l'Alsace était rattachée à l'Empire allemand. La lumière arrive en 1912 dans les maisons, lorsque le village est relié au réseau électrique.
Pendant la Première Guerre mondiale, 17 fils de la commune qui étaient au service de l'empereur Guillaume II, meurent. En 1927, la Wacht est agrandie par un bâtiment contigu. Et depuis ce temps, elle fait office de mairie et de dépôt des pompiers.
Le 1er septembre 1939, deux jours avant le début de la Seconde Guerre mondiale, le village est évacué par décret officiel. Dix jours plus tard, la plupart des habitants se retrouvent dans la Haute-Vienne.
Après plus d’un an passé au loin, ils peuvent regagner leur village partiellement détruit et pillé. En janvier 1945, des attaques aériennes et d’artillerie provoquent encore une fois de graves dégâts dans le village.
La journée du 18 mars 1945 entre dans l’histoire de Niederrœdern comme étant le jour de sa libération. À la fin des hostilités, la communauté villageoise déplore la perte de 7 victimes civiles et de 18 jeunes hommes tombés au champ d’honneur. Parmi les hommes qui reviennent de la guerre, beaucoup portent et ce, pour le reste de leur vie, d’importantes séquelles physiques. Les dégâts de guerre dans le village sont estimés à 35 % par les experts. La reconstruction se poursuit sur plus de dix ans.
Le recensement de 1954 montre la faible population. Il ne reste plus que 620 âmes dans le village. La construction du complexe écolier se fit en 1951 et est financé par les réparations des dommages de guerre. La reconstruction du pont sur le Seltzbach est décidée en 1955. Entre 1940 et 1945, il fut détruit quatre fois par des explosions et toujours reconstruit provisoirement.
De l’histoire plus récente du village, il faut encore souligner certains faits marquants.
L’inondation centenaire du Seltzbach recouvre, le 16 janvier 1955, le quartier du Seltzbach jusqu’au restaurant Cheval Noir.
En 1956, le village est raccordé au réseau d’eau et on construit le château d’eau. En 1957 suit la pose des canalisations. Un énorme incendie détruit la même année les granges et les étables de la ferme Fleckenstein. Huit ans plus tard, en 1965, le feu provoqué par l’auto-inflammation du foin fraîchement récolté, réduit les mêmes bâtiments en ruines et en cendres.
Le monument aux morts, financé par des dons, est construit en 1972 et érigé au centre du village.
Pour assurer la sécurité de ses piétons, la municipalité fait poser des trottoirs en 1981. En 1983, après son inauguration officielle par le ministre Hoeffel, la Maison du temps libre peut fonctionner.
L’école maternelle ouvre ses classes en 1997, à temps pour le début des classes.
À la fin du XXe siècle, la tempête Lothar passe sur la région et provoque d’énormes dégâts dans le village et la forêt avoisinante.

## Politique et administration

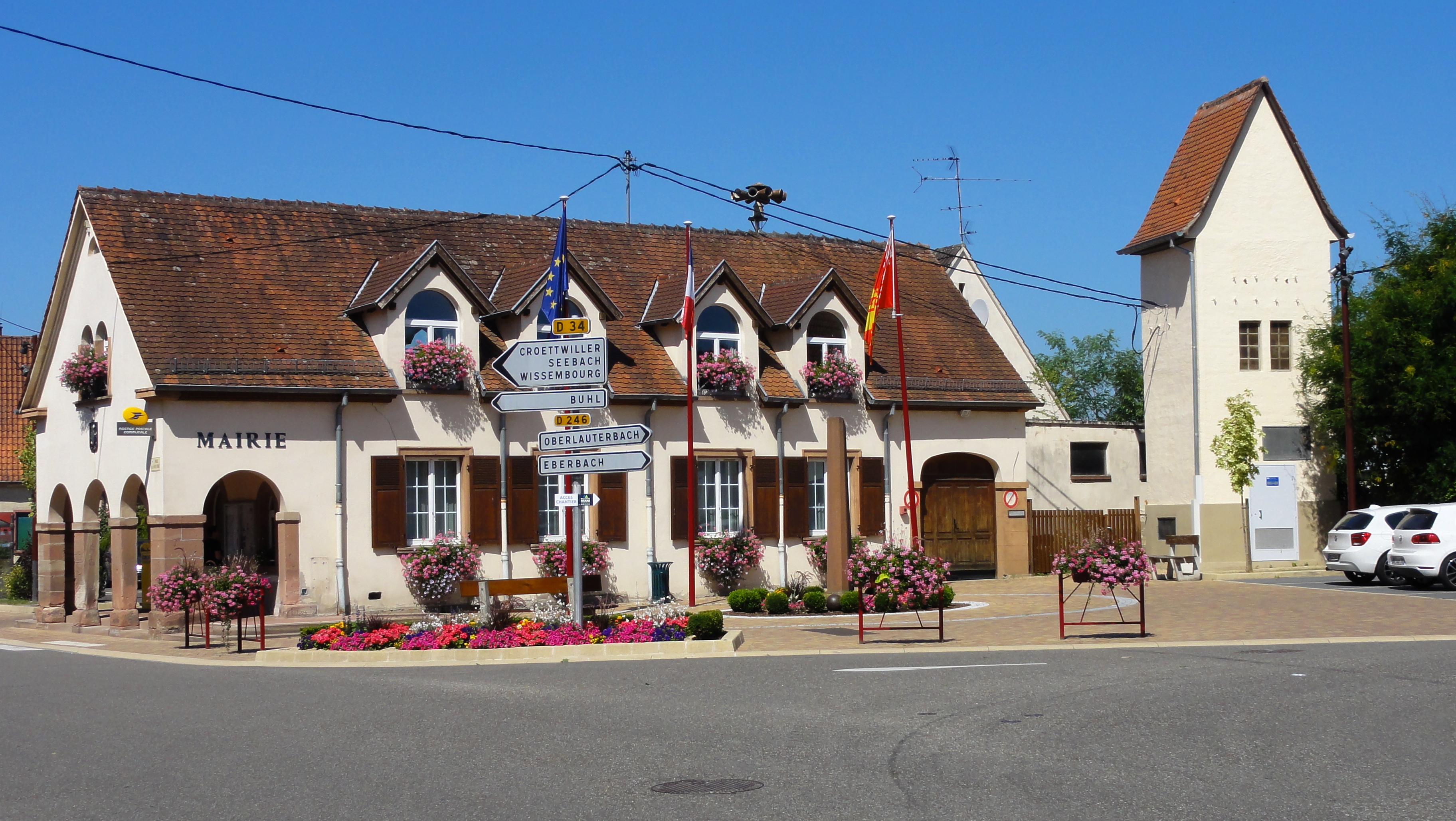
La mairie.

### Liste des maires
| Période                                  | Période                   | Identité                                    | Étiquette | Qualité    |
| ---------------------------------------- | ------------------------- | ------------------------------------------- | --------- | ---------- |
| Les données manquantes sont à compléter. |                           |                                             |           |            |
| septembre 2008                           | En cours (au 31 mai 2020) | Denis Drion, Réélu pour le mandat 2020-2026 |           | Professeur |

## Population et société

### Démographie
L'évolution du nombre d'habitants est connue à travers les recensements de la population effectués dans la commune depuis 1793. Pour les communes de moins de 10 000 habitants, une enquête de recensement portant sur toute la population est réalisée tous les cinq ans, les populations de référence des années intermédiaires étant quant à elles estimées par interpolation ou extrapolation. Pour la commune, le premier recensement exhaustif entrant dans le cadre du nouveau dispositif a été réalisé en 2006.

En 2022, la commune comptait 894 habitants, en évolution de −2,83 % par rapport à 2016 (Bas-Rhin : +3,17 %, France hors Mayotte : +2,11 %).
| 1793 | 1800 | 1806  | 1821  | 1831  | 1836  | 1841  | 1846  | 1851  |
| ---- | ---- | ----- | ----- | ----- | ----- | ----- | ----- | ----- |
| 621  | 824  | 1 005 | 1 314 | 1 214 | 1 236 | 1 201 | 1 318 | 1 245 |

| 1856  | 1861  | 1866  | 1871 | 1875 | 1880 | 1885 | 1890 | 1895 |
| ----- | ----- | ----- | ---- | ---- | ---- | ---- | ---- | ---- |
| 1 129 | 1 102 | 1 000 | 989  | 951  | 940  | 918  | 886  | 870  |

| 1900 | 1905 | 1910 | 1921 | 1926 | 1931 | 1936 | 1946 | 1954 |
| ---- | ---- | ---- | ---- | ---- | ---- | ---- | ---- | ---- |
| 855  | 833  | 787  | 802  | 744  | 755  | 726  | 708  | 620  |

| 1962 | 1968 | 1975 | 1982 | 1990 | 1999 | 2006 | 2011 | 2016 |
| ---- | ---- | ---- | ---- | ---- | ---- | ---- | ---- | ---- |
| 643  | 672  | 696  | 727  | 769  | 846  | 871  | 922  | 920  |

| 2021 | 2022 | - | - | - | - | - | - | - |
| ---- | ---- | - | - | - | - | - | - | - |
| 905  | 894  | - | - | - | - | - | - | - |

## Culture locale et patrimoine

### Lieux et monuments

#### Église Saint-Jacques
L'église Saint-Jacques fut achevée en 1765. Cette  église de style baroque se compose d'un clocher de quatre niveaux à chaînages, d'une nef unique large de 11 mètres et d'un chœur en retrait avec la sacristie agrandie en 1949. À l'intérieur se trouve une pierre tombale de la Renaissance (1617) qui perpétue le souvenir de J-R Flach von Schwarzenberg, une chaire baroque et l'orgue Baumann-Stiehr, avec son buffet à trois tourelles et deux plates faces en étave (1754) et son instrument restauré en dernier lieu par Alfred Kern (1981). La chaire et le buffet de l'orgue sont classés monuments historiques.
Niederrœdern est l'une des quelque 50 localités d'Alsace dotées d'une église simultanée. Les deux confessions catholique et protestante s'y retrouvent pour leurs offices mais, depuis 1996, la semaine de prière pour l'unité des chrétiens est célébrée par un office œcuménique. Cette célébration est suivie d'un repas pris en commun, ce qui entraîna une caisse commune qui a permis de financer : l'autel commun, la sonorisation et la statue de la Vierge à l'Enfant Jésus conforme à l'esprit œcuménique du groupe des Dombes.

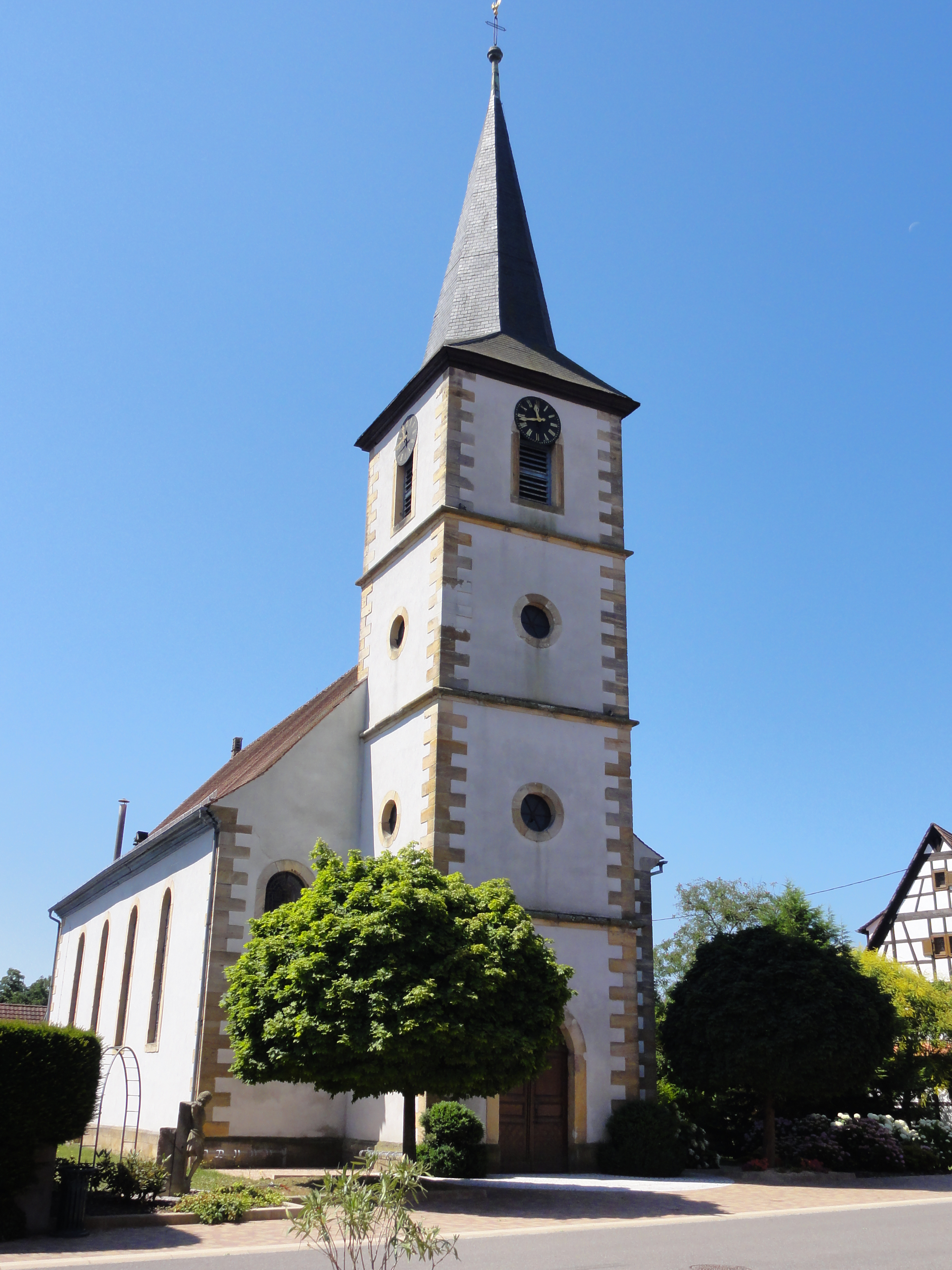
Église mixte Saint-Jacques-le-Majeur.
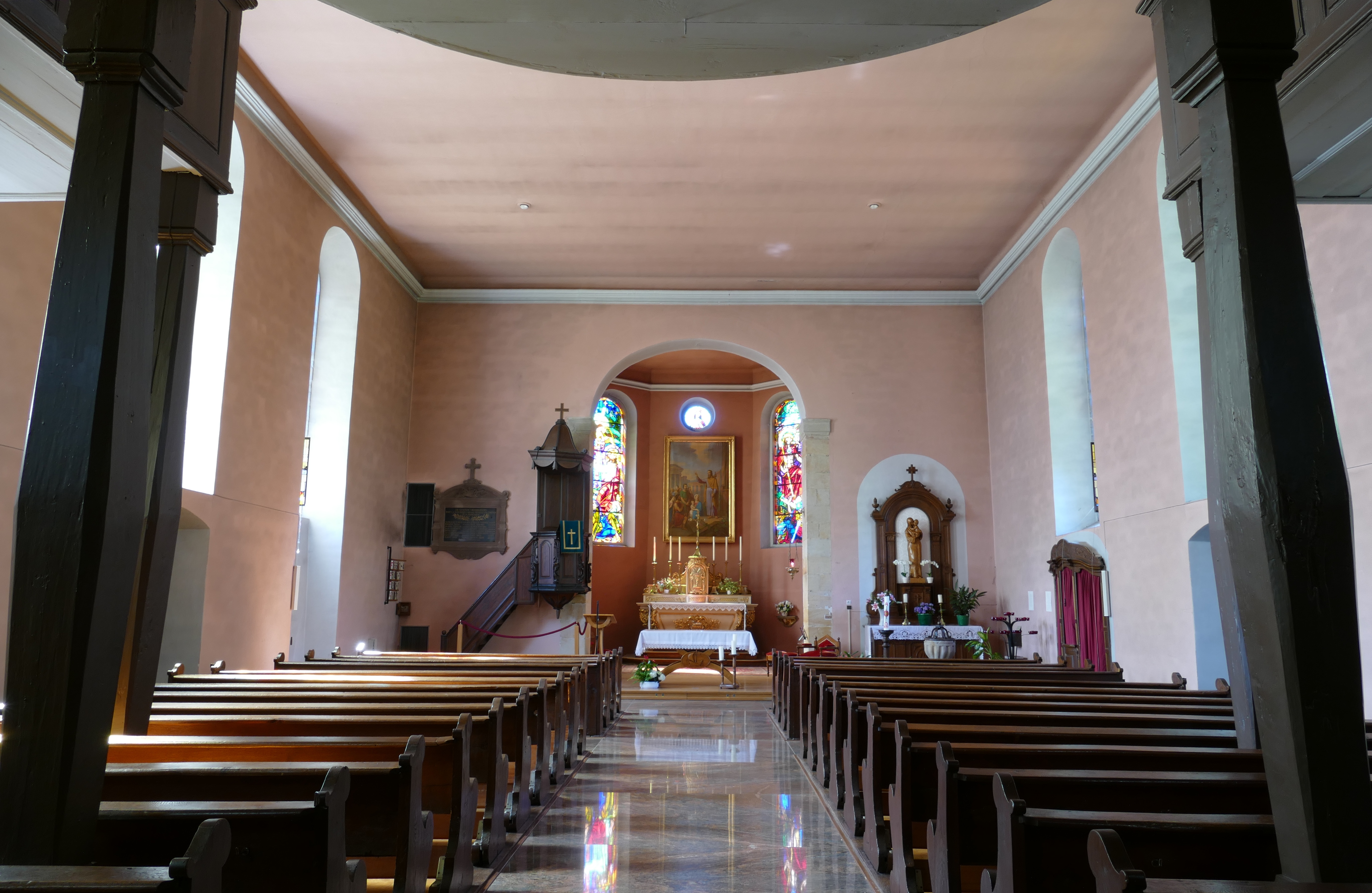
Vue intérieure de la nef vers le chœur.
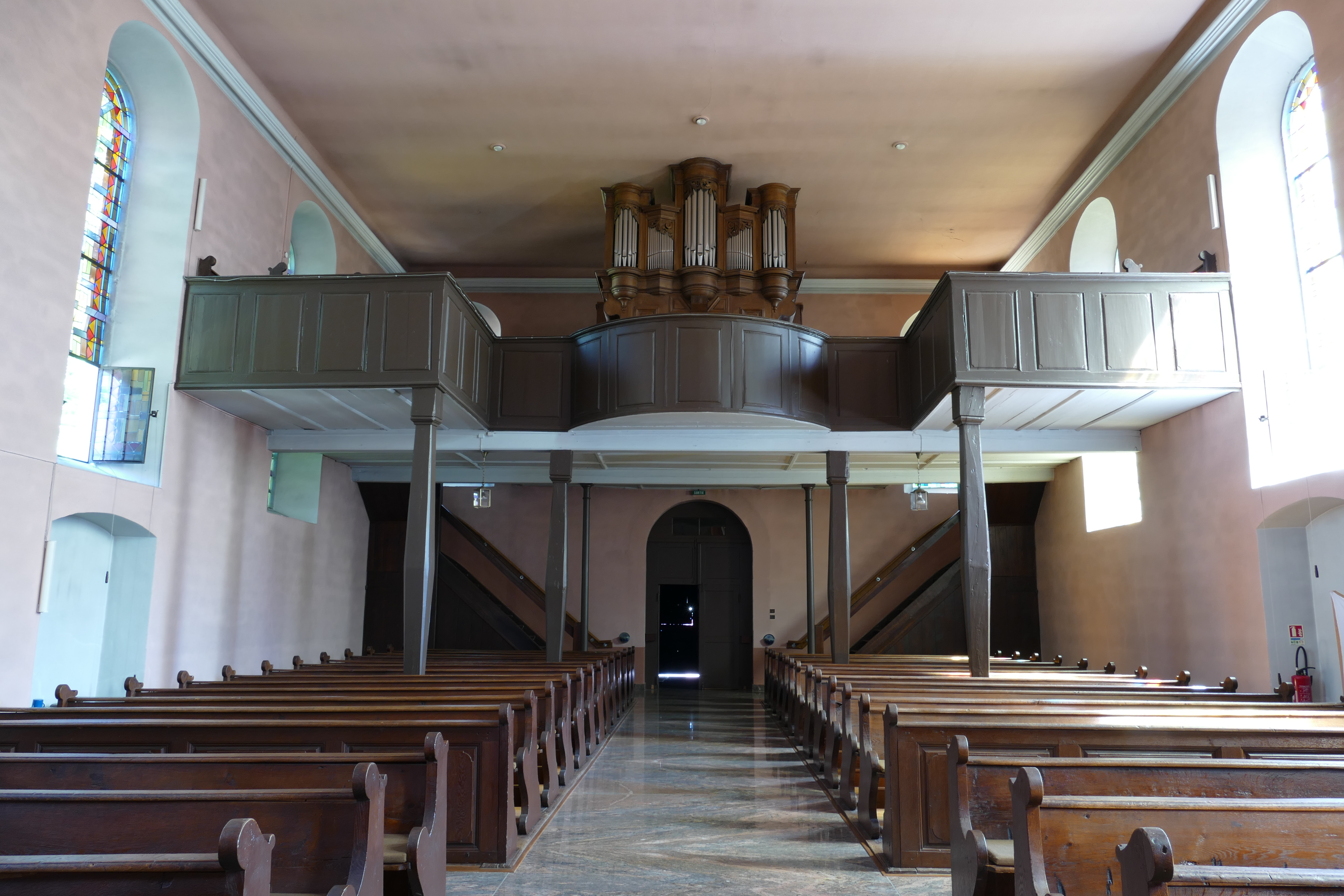
Vue intérieure de la nef vers la tribune d'orgue.
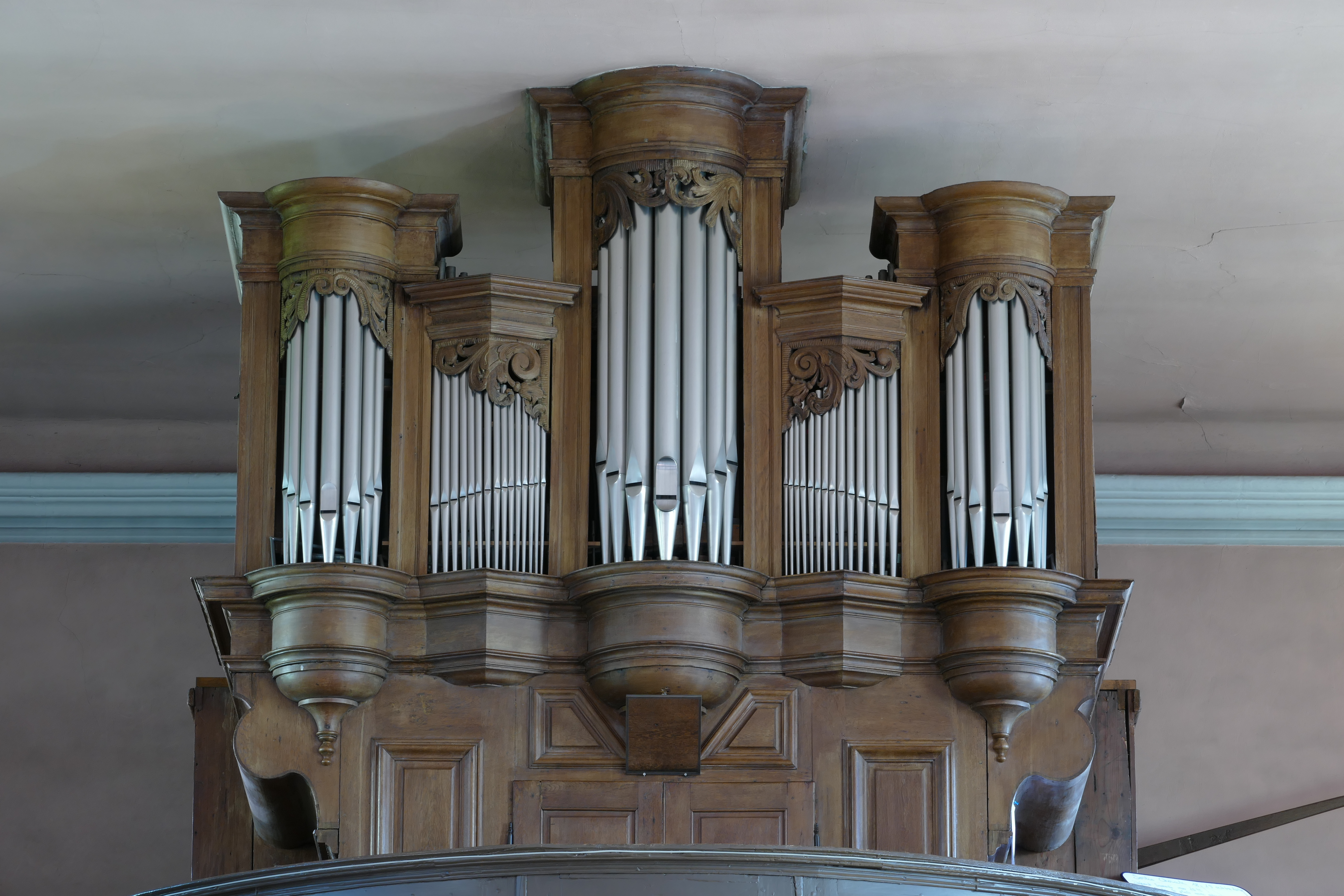
Orgue Baumann-Alffermann-Stiehr (1754).
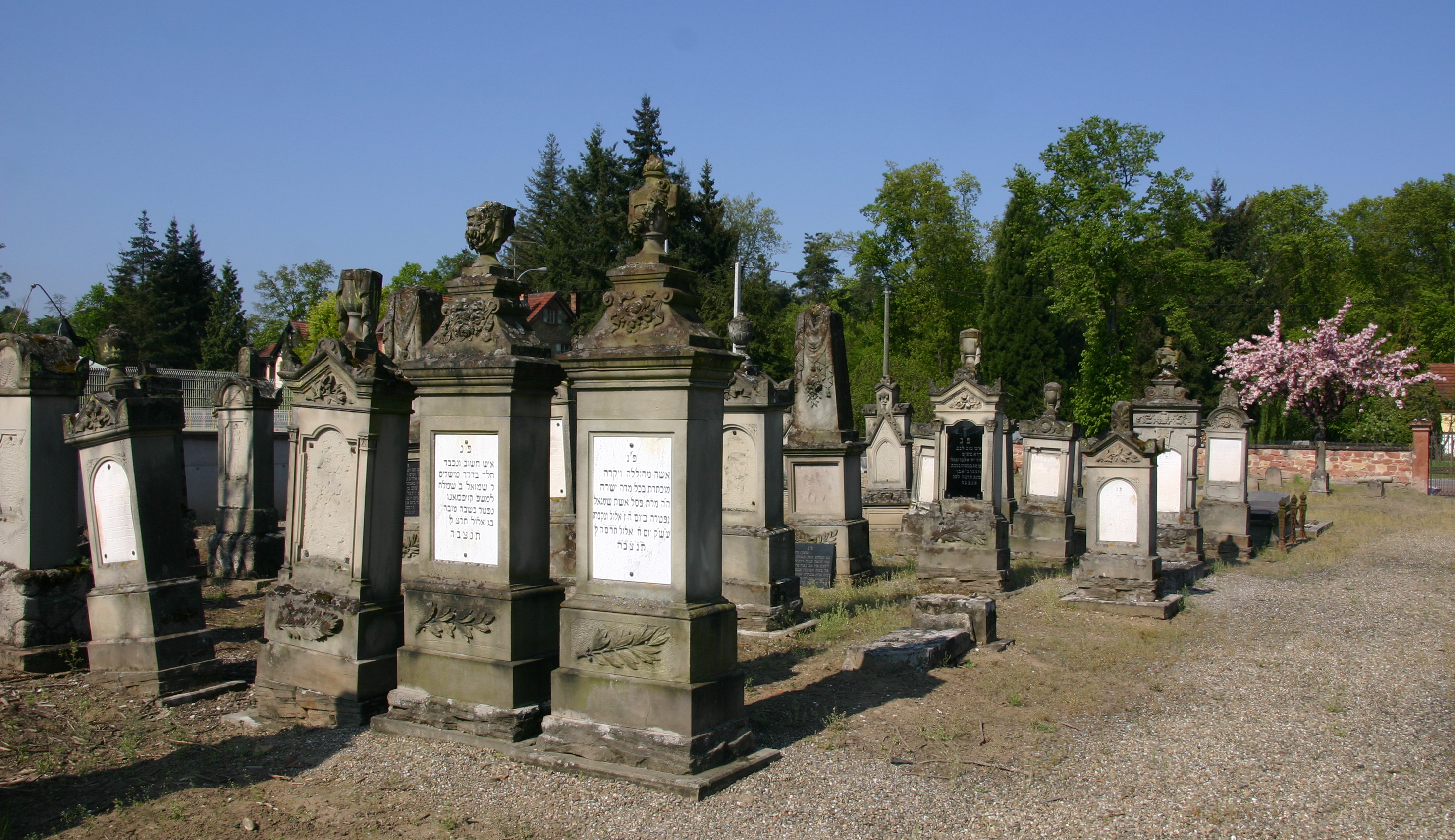
Cimetière juif.
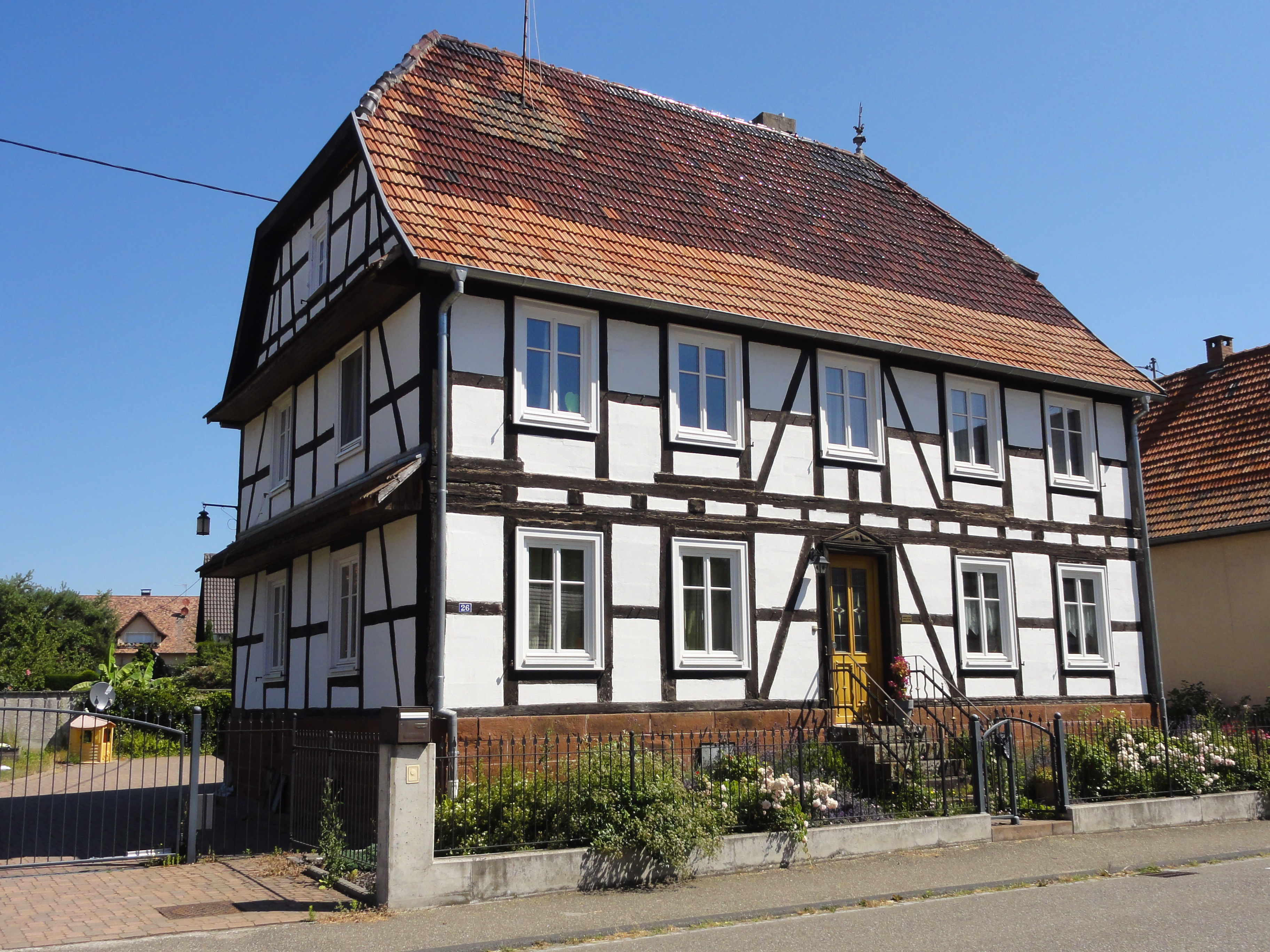
Ancien presbytère protestant (1740), maison natale de Frédérique Brion.
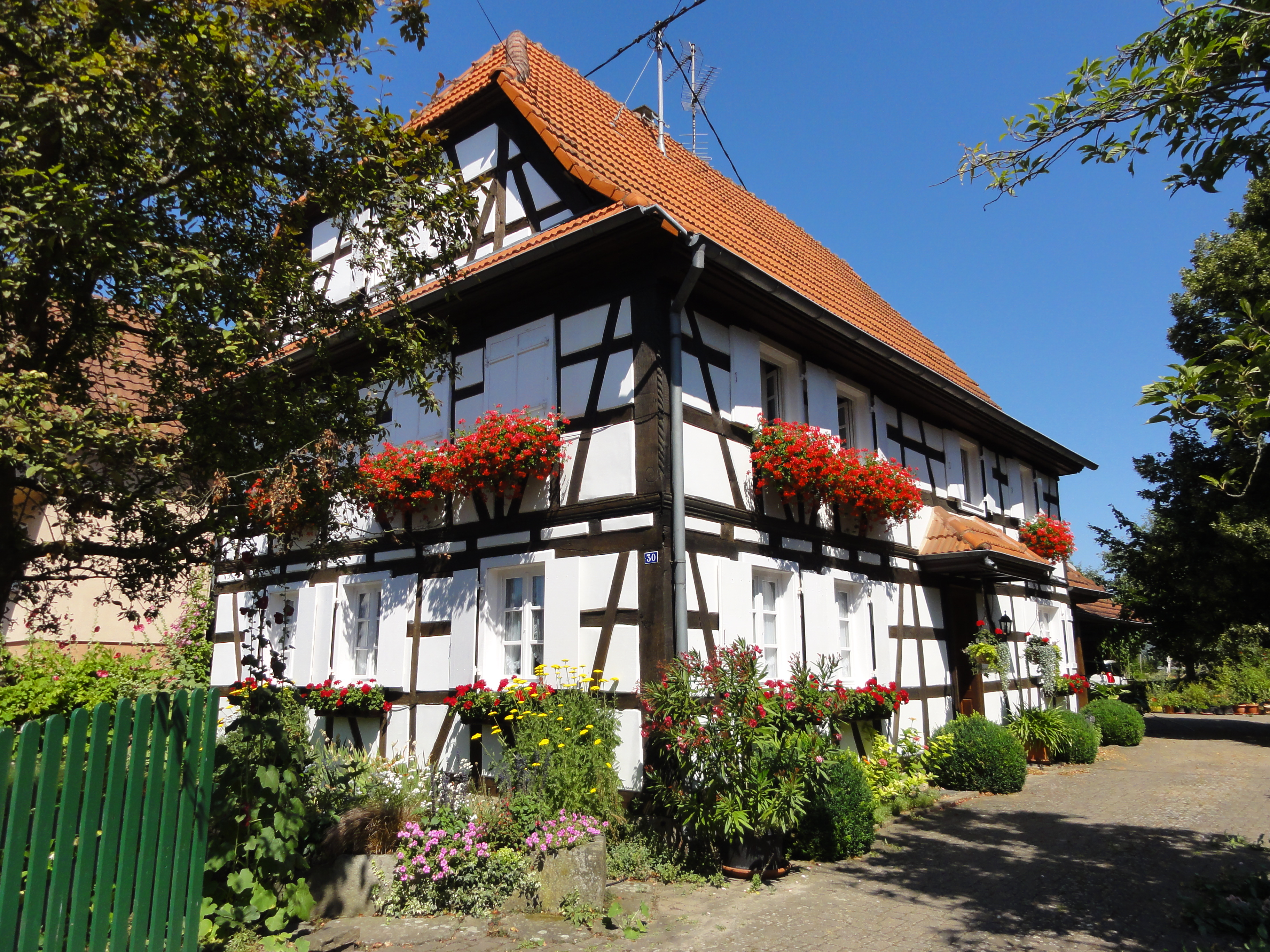
Ancienne ferme (1723), 30 rue de la Haute-Vienne.
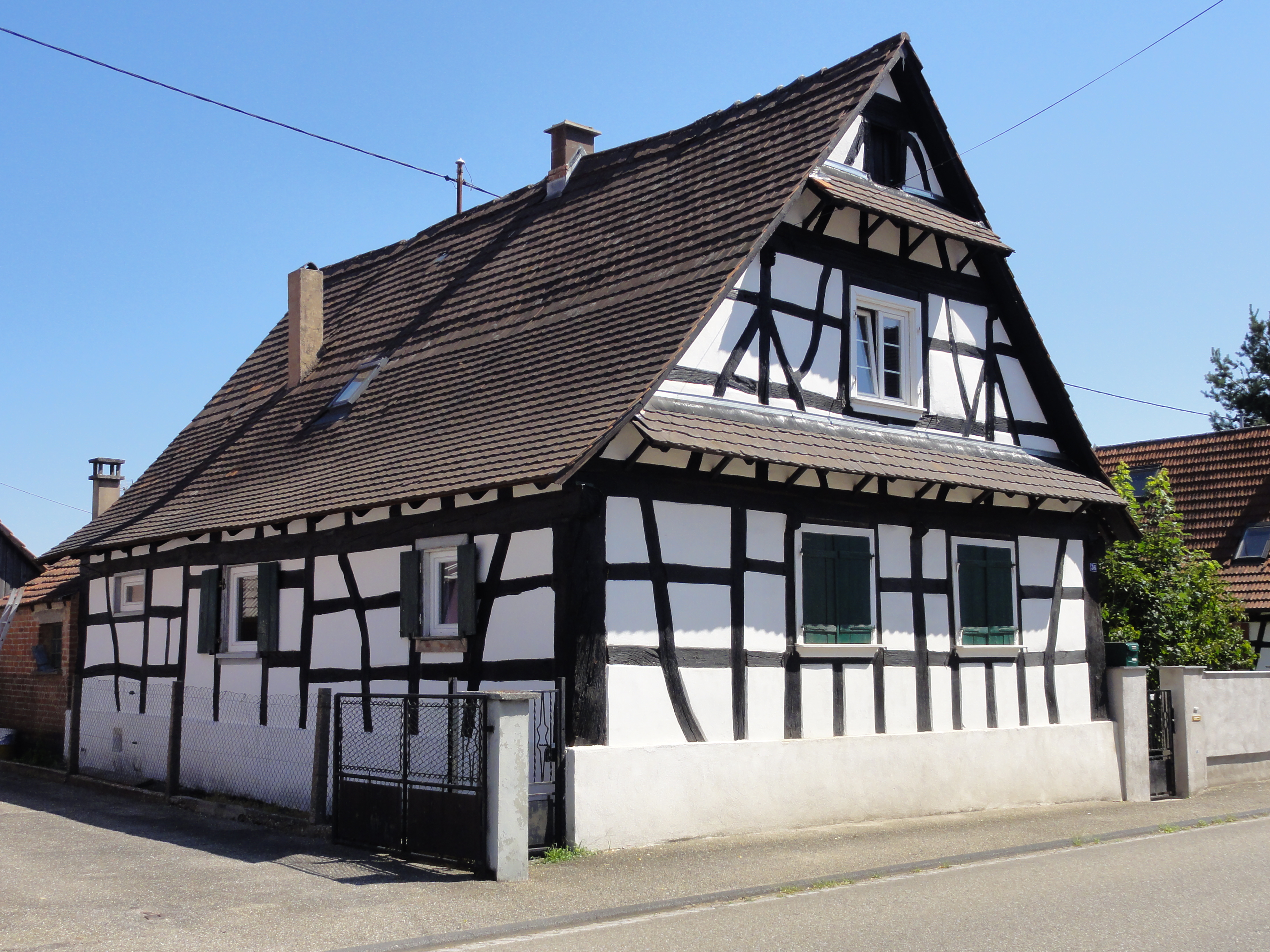
Ancienne ferme (1724), 36 rue de la Haute-Vienne.
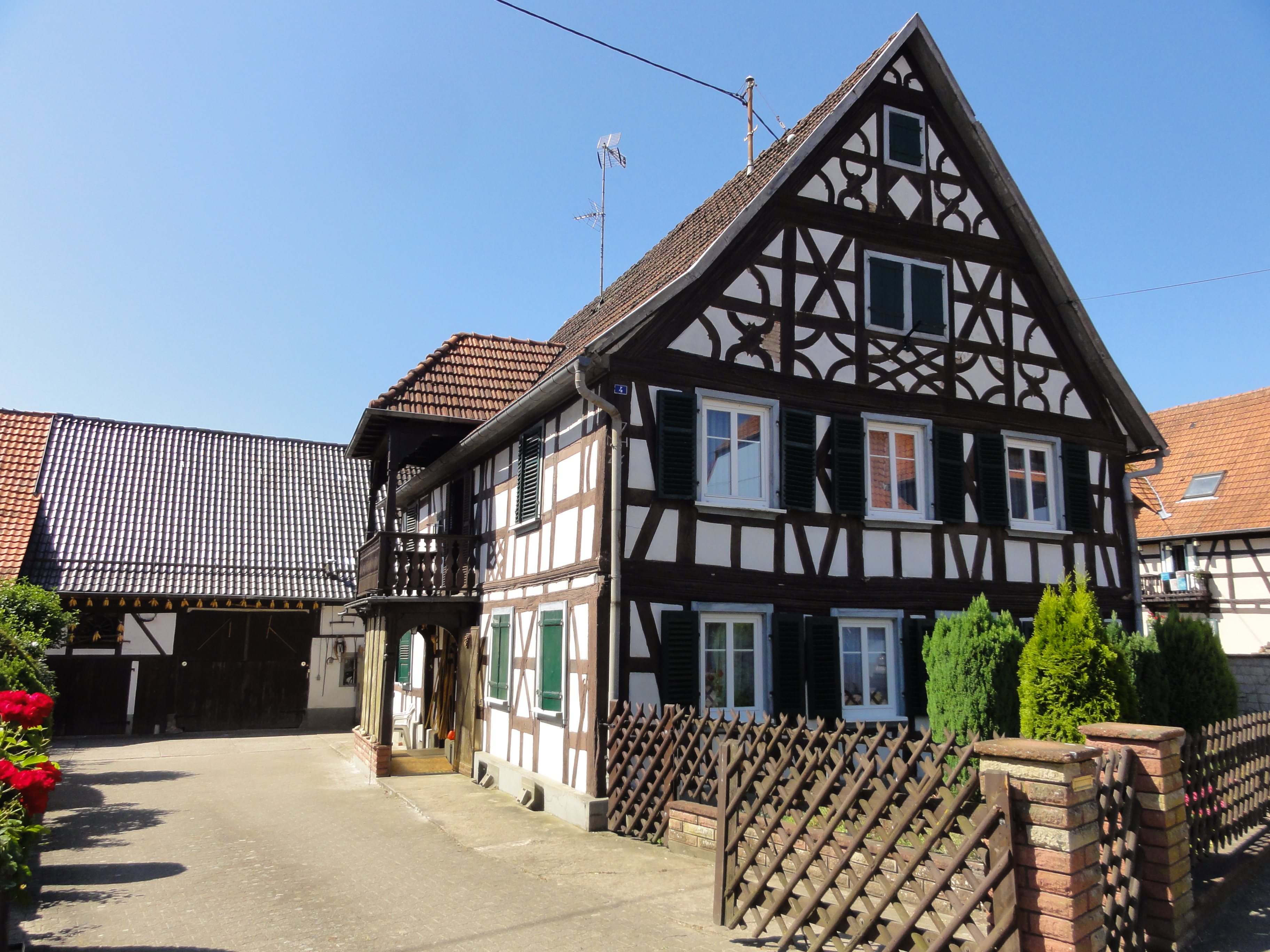
Ancienne ferme (1726), 4 rue de Bellac.
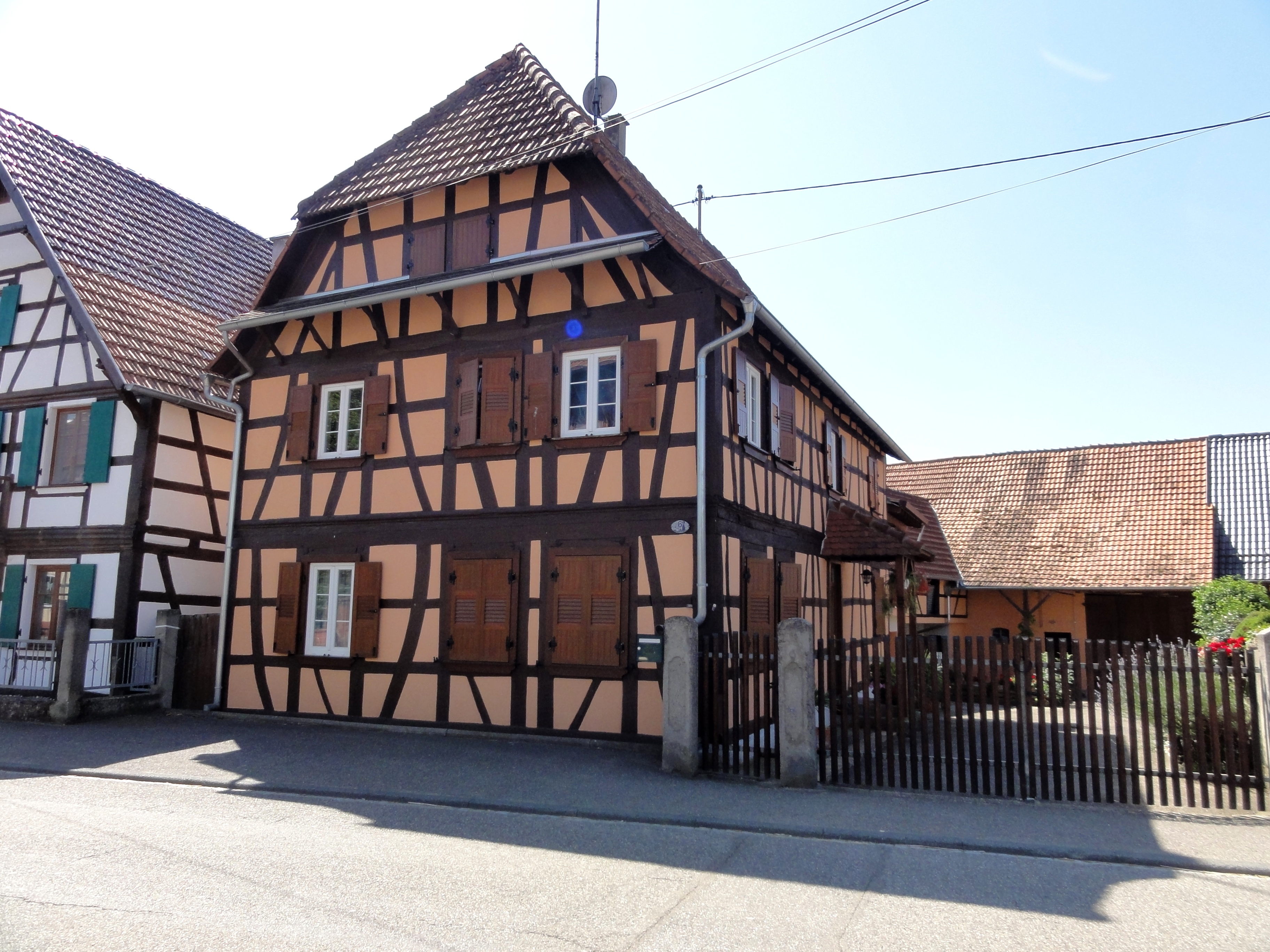
Ancienne ferme (1767), 6 rue de Bellac.
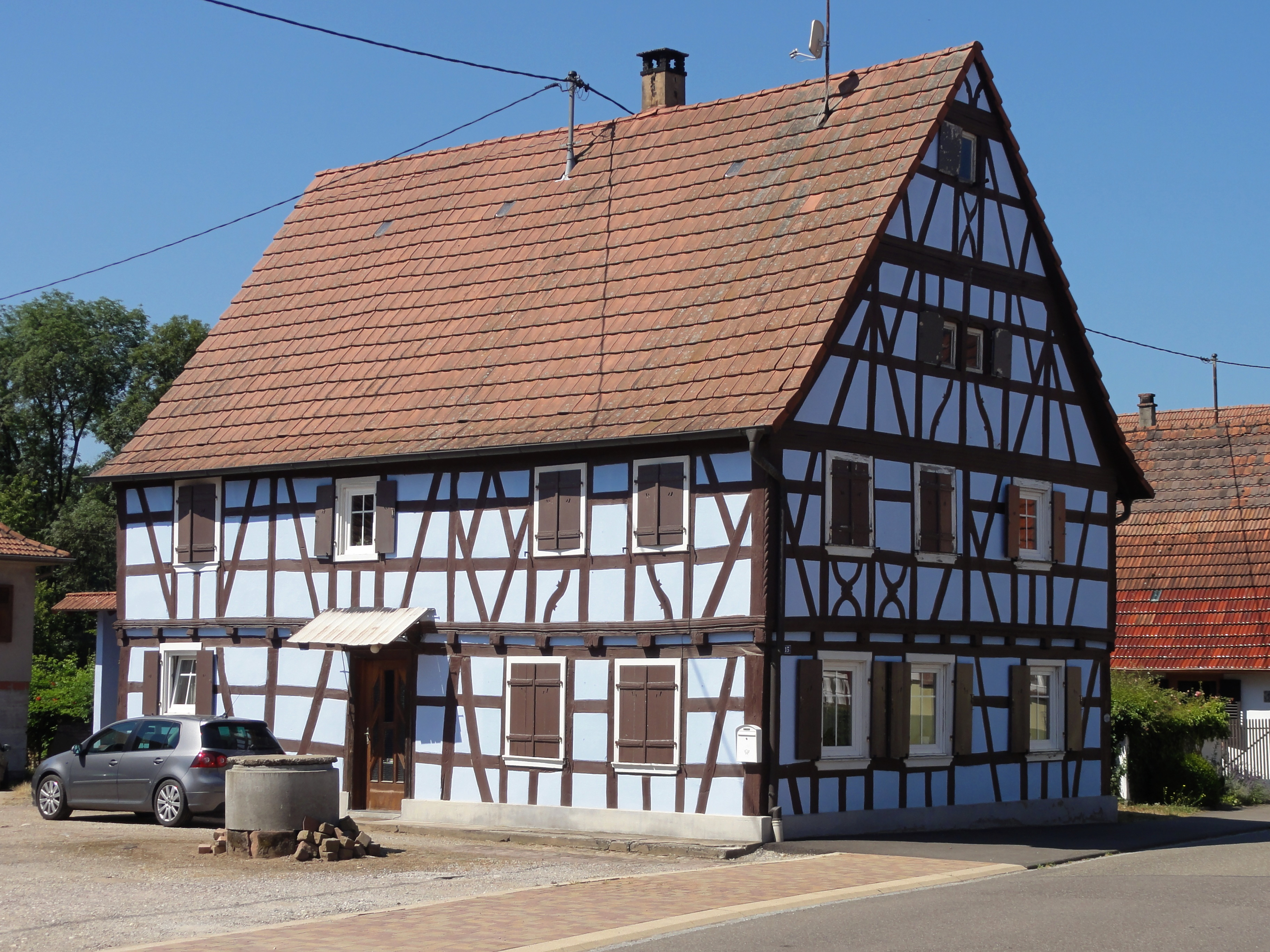
Ancienne ferme (XVIIIe), 15 rue de la Haute-Vienne.
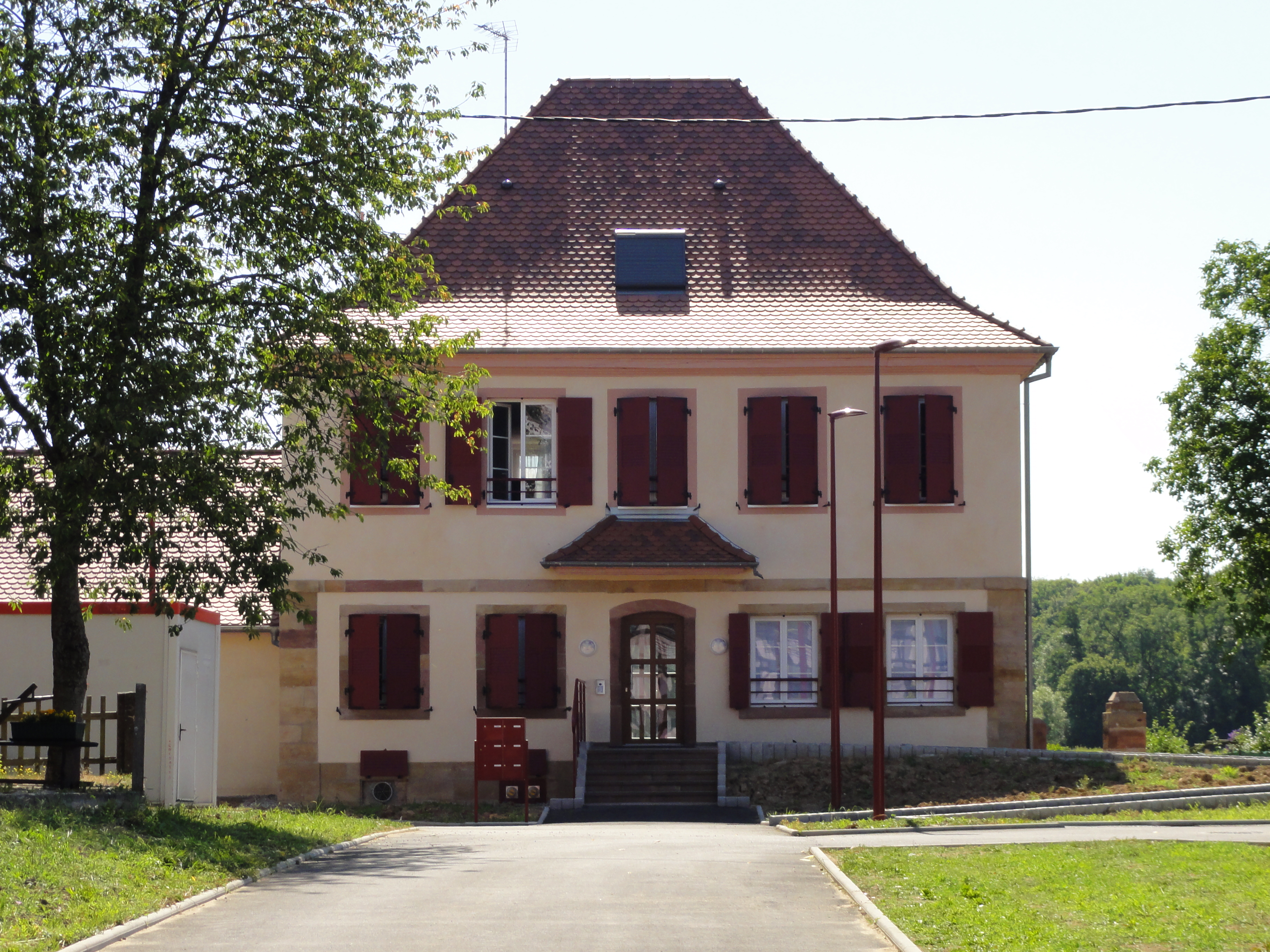
Presbytère catholique (1786), 5 rue de la Gare.
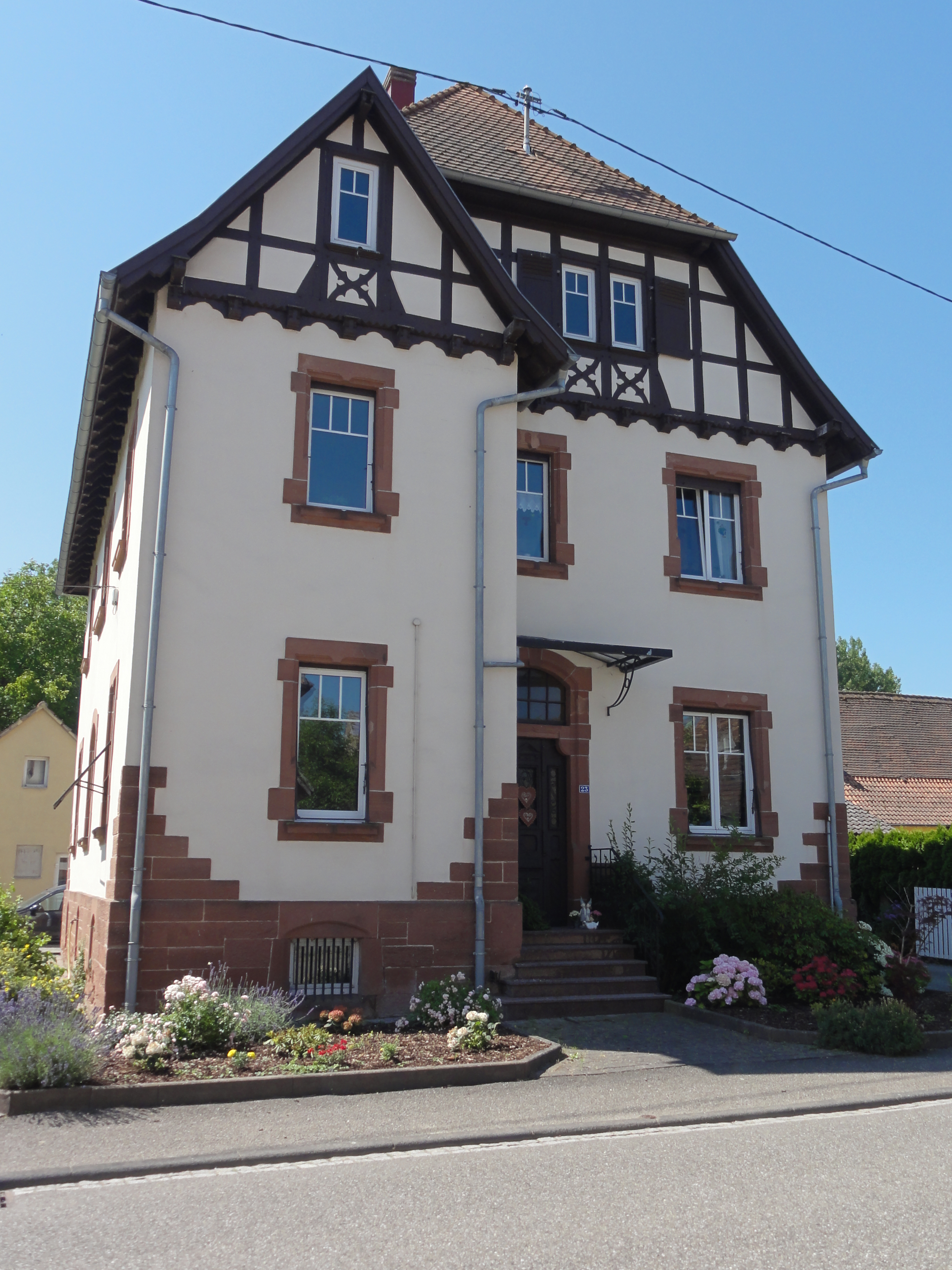
Presbytère protestant (1906), 23 rue de la Haute-Vienne.
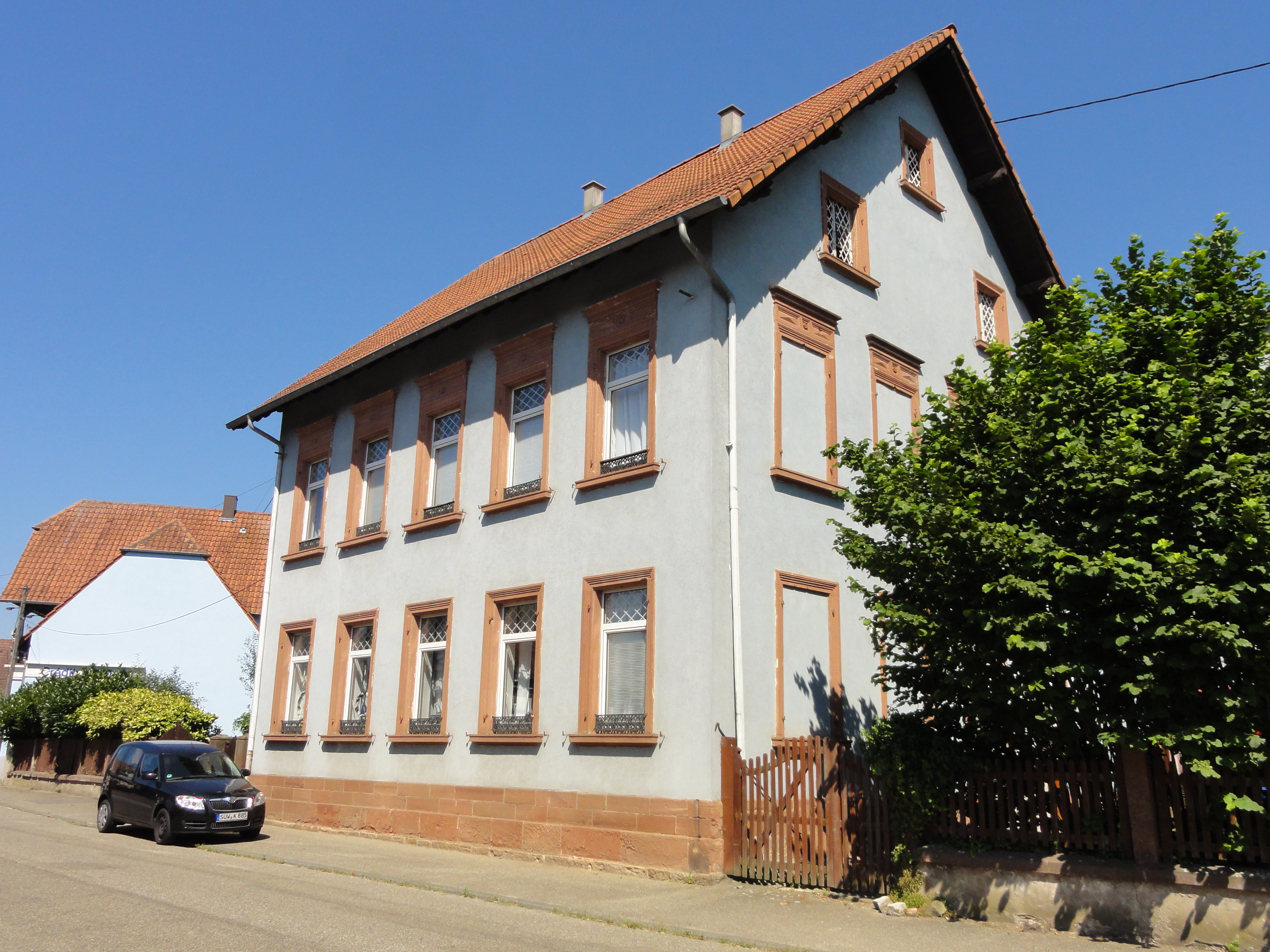
École (XIXe), 7 rue de Bellac.

### Personnalités liées à la commune
- Frédérique Brion, qui eut une liaison amoureuse avec Goethe entre 1770 et 1771, est née à Niederrœdern.

### Héraldique
| Blason de Niederrœdern | Blason  | D'argent au soc de charrue de sable la pointe en bas. |
| Blason de Niederrœdern | Détails |                                                       |